# Spartina maritima
Spartina maritima là một loài thực vật có hoa trong họ Hòa thảo. Loài này được (Curtis) Fernald miêu tả khoa học đầu tiên năm 1916.

## Hình ảnh

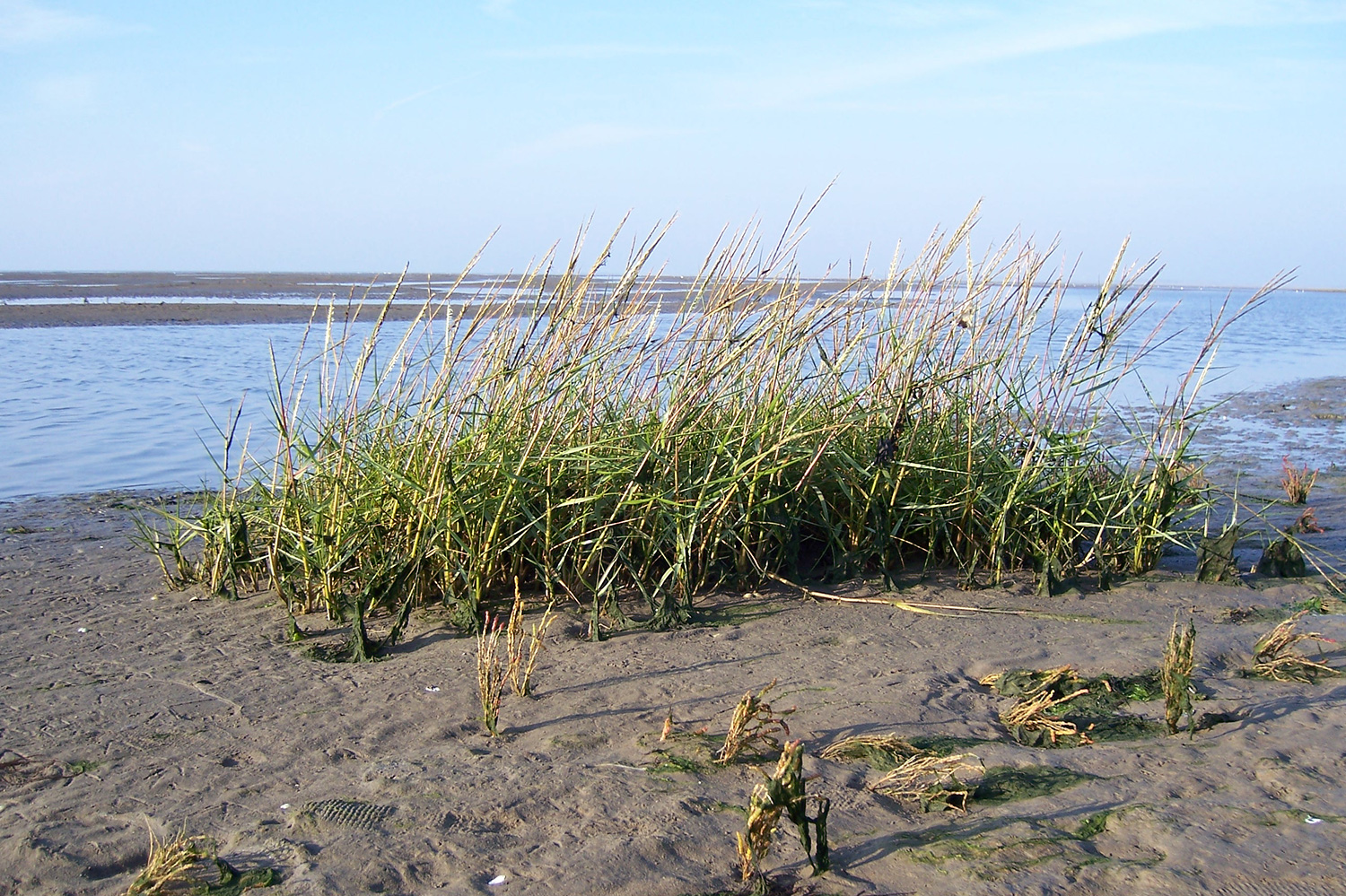